# Hydropsyche fenestra
Hydropsyche fenestra is een schietmot uit de familie Hydropsychidae. De soort komt voor in het Nearctisch gebied.